# Kerékpározás az 1956. évi nyári olimpiai játékokon
Az 1956. évi nyári olimpiai játékokon a kerékpározás versenyek hat számból álltak.

## Éremtáblázat
A rendező ország csapata eltérő háttérszínnel, az egyes számoszlopok legmagasabb értéke, vagy értékei vastagítással kiemelve.
| Az 1956. évi nyári olimpiai játékok éremtáblázata kerékpározásban | Az 1956. évi nyári olimpiai játékok éremtáblázata kerékpározásban | Az 1956. évi nyári olimpiai játékok éremtáblázata kerékpározásban | Az 1956. évi nyári olimpiai játékok éremtáblázata kerékpározásban | Az 1956. évi nyári olimpiai játékok éremtáblázata kerékpározásban | Olimpia  |
| ----------------------------------------------------------------- | ----------------------------------------------------------------- | ----------------------------------------------------------------- | ----------------------------------------------------------------- | ----------------------------------------------------------------- | -------- |
|                                                                   | Ország                                                            | Arany                                                             | Ezüst                                                             | Bronz                                                             | Összesen |
| 1.                                                                | Olaszország (ITA)                                                 | 3                                                                 | 1                                                                 | 1                                                                 | 5        |
| 2.                                                                | Franciaország (FRA)                                               | 2                                                                 | 2                                                                 | 0                                                                 | 4        |
| 3.                                                                | Ausztrália (AUS)                                                  | 1                                                                 | 0                                                                 | 1                                                                 | 2        |
|                                                                   |                                                                   |                                                                   |                                                                   |                                                                   |          |
| 4.                                                                | Csehszlovákia (TCH)                                               | 0                                                                 | 2                                                                 | 0                                                                 | 2        |
| 5.                                                                | Nagy-Britannia (GBR)                                              | 0                                                                 | 1                                                                 | 2                                                                 | 3        |
|                                                                   |                                                                   |                                                                   |                                                                   |                                                                   |          |
| 6.                                                                | Dél-afrikai Unió (RSA)                                            | 0                                                                 | 0                                                                 | 1                                                                 | 1        |
| 6.                                                                | Egyesült Német Csapat (EUA)                                       | 0                                                                 | 0                                                                 | 1                                                                 | 1        |
|                                                                   |                                                                   |                                                                   |                                                                   |                                                                   |          |
| Összesen                                                          | Összesen                                                          | 6                                                                 | 6                                                                 | 6                                                                 | 18       |

## Érmesek

### Országúti számok
| Az 1956. évi nyári olimpiai játékok érmesei országúti kerékpározásban |                                                                                           |                                                                                           |                                                                                                  |
| Versenyszám                                                           | Arany                                                                                     | Ezüst                                                                                     | Bronz                                                                                            |
| Férfi országúti mezőnyverseny (187,73 km)                             | Ercole Baldini · Olaszország (ITA) · 5:21:17.0                                            | Arnaud Geyre · Franciaország (FRA) · 5:23:16.0                                            | Alan Jackson · Nagy-Britannia (GBR) · 5:23:16.0                                                  |
| Országúti csapatverseny                                               | Franciaország (FRA) · Arnaud Geyre · Maurice Moucheraud · Michel Vermeulin · René Abadie* | Nagy-Britannia (GBR) · Arthur Brittain · William Holmes · Alan Jackson · Harold Reynolds* | Egyesült Német Csapat (EUA) · Reinhold Pommer · Gustav-Adolf Schur · Horst Tüller · Erich Hagen* |

* - a versenyző az egyéni mezőnyverseny a leggyengébb helyezést érte el így az összesített pontszámba nem számított bele a helyezése, de a csapat tagjaként így is érmesnek számít

### Pályakerékpár
| Az 1956. évi nyári olimpiai játékok érmesei pálya-kerékpározásban | | |                                                                                                  |
| Versenyszám                                                       | Arany | Ezüst                                                                                               | Bronz                                                                                            |
| Repülőverseny (1000 m)                                            | Michel Rousseau · Franciaország (FRA) · 11.4                                                                                 | Guglielmo Pesenti · Olaszország (ITA)                                                               | Richard Ploog · Ausztrália (AUS)                                                                 |
| 1000 m időfutam                                                   | Leandro Faggin · Olaszország (ITA) · 1:09.8                                                                                  | Ladislav Fouček · Csehszlovákia (TCH) · 1:11.4                                                      | Alfred Swift · Dél-afrikai Unió (RSA) · 1:11.6                                                   |
| Kétüléses (tandem)                                                | Ausztrália (AUS) · Joey Browne · Anthony Marchant                                                                            | Csehszlovákia (TCH) · Ladislav Fouček · Václav Machek                                               | Olaszország (ITA) · Giuseppe Ogna · Cesare Pinarello                                             |
| Férfi 4000 méter csapat üldözőverseny                             | Olaszország (ITA) · Valentino Gasparella · Antonio Domenicali · Leandro Faggin · Franco Gandini · Virginio Pizzali* · 4:37.4 | Franciaország (FRA) · Michel Vermeulin · René Bianchi · Jean Graczyk · Jean-Claude Lecante · 4:39.4 | Nagy-Britannia (GBR) · Thomas Simpson · Donald Burgess · Michael Gambrill · John Geddes · 4:42.2 |

* - a versenyző a döntőben nem vett részt